# Univerza Rockefeller
Univerza Rockefeller (izvorno Rockefellerjev Inštitut za medicinske raziskave, preprostejše Rockefellerjev Inštitut) je zasebna univerza, katere raziskave se že od ustanovitve dalje osredotočajo na temeljne (bazične) znanosti in biomedicinski inženiring. Ustanovil jo je John D. Rockefeller leta 1901 v New Yorku. Trenutni predsednik je Richard P. Lifton.
V zgodovini je na univerzi delovalo 27 Nobelovih nagrajencev, med drugim Alexis Carrel in Günter Blobel. Tako je bila univerza prizorišče mnogih znanstvenih prebojev, kot je odkritje vloge DNK kot kemične osnove dednosti, odkritje krvnih skupin, dokaz onkogenosti določenih virusov, postavitev temeljev moderne celične biologije, razjasnitev zgradbe protiteles, razvoj metadonske terapije pri zdravljenju odvisnosti od heroina, razvoj visoko aktivne protiretrovirusne terapije ter odkritje hormona leptin.

## Priznanja univerzi

### Prejemniki Nobelove nagrade
2017 Michael W. Young
2016 Jošinori Osumi
2011 Ralph Steinman
2011 Bruce Beutler
2003 Roderick MacKinnon
2001 Paul Nurse
2000 Paul Greengard
1999 Günter Blobel
1984 R. Bruce Merrifield
1981 Torsten Wiesel
1975 David Baltimore
1974 Albert Claude
1974 Christian de Duve
1974 George E. Palade
1972 Stanford Moore
1972 William H. Stein
1972 Gerald M. Edelman
1967 H. Keffer Hartline
1966 Peyton Rous
1958 Joshua Lederberg
1958 Edward L. Tatum
1953 Fritz Lipmann
1946 John H. Northrop
1946 Wendell M. Stanley
1944 Herbert S. Gasser
1930 Karl Landsteiner
1912 Alexis Carrel